# Samuel Alito
Samuel Anthony Alito Jr. (født 1. april 1950) er en dommer i Højesteret i USA. Han blev nomineret af præsident George W. Bush den 31. oktober 2005 og har tjent, som dommer, siden 31. januar 2006.

## Privatliv
Siden 1985 har Alito været gift med Martha-Ann Alito (født Bomgardner), en gang bibliotekar, der mødte Alito under sine mange ture til biblioteket som advokat; hun har familierødder i Oklahoma. De har to voksne børn, Philip og Laura.